# カップル (トランプゲーム)
カップルとは、トランプにおける遊び方の1つ。1人用のゲームである。

## 遊び方
- ジョーカーを除いた52枚のトランプを使用する。
- トランプを一枚ずつ、場に左から横に並べていき、4枚並んだら下の段に移行する。
- その際に上下、左右、斜めに同じ数字のカードが2枚隣接した場合、それらのカードを場から取り除くことができる。
- 取り除いた後は、既に置いているカードを置いた順番にカードを詰めていく。
- これを繰り返し、全52枚のカードを全て除去できれば成功となる。
- 横に5枚ずつ並べていくやり方は「モンテカルロ」とも呼ばれるが、遊び方は同じ。